# Алексеев, Иван Степанович
Иван Степанович Алексеев (17??—1815) — русский военный, генерал-майор.

## Биография
Дата рождения и вступления в военную службу — неизвестны.
24 октября 1799 года был произведен в Преображенском полку в генерал-майоры.
В период с 24.10.1799 по 28.08.1812 — был шефом Рязанского мушкетерского полка.
В 1812 году — командир 1-й бригады 17-й пехотной дивизии З. Д. Олсуфьева во 2-м корпусе г-л.  К. Ф. Багговута. Приказом главнокомандующего 1-й Западной армией №25 от 04.05.1812 отстранен от должности. С декабря 1812 года по январь 1814 года командовал 3-й бригадой той же дивизии.
Умер в 1815 году.

## Награды
- Награждён орденом Св. Георгия 4-й степени (№ 1822 (807); 22 ноября 1807) — «В воздаяние отличного мужества и храбрости, оказанных в сражении 24 мая против французских войск, где, командуя бригадою, во все время действия поступал с отличным мужеством и неустрашимостию и атаковав неприятеля при д. Шарник в штыки, опрокинул онаго и поражал его, преследуя в лес».
- Также награждён другими наградами Российской империи.